# Neuviller-sur-Moselle
Neuviller-sur-Moselle település Franciaországban, Meurthe-et-Moselle megyében. Lakosainak száma 251 fő (2022. január 1.). Neuviller-sur-Moselle Laneuveville-devant-Bayon, Lorey, Roville-devant-Bayon, Saint-Mard és Saint-Remimont községekkel határos.

## Népesség
A település népességének változása:
| Lakosok száma | 306  | 261  | 252  | 248  | 240  | 214  | 235  | 246  | 250  | 251  |
|               | 1968 | 1982 | 1999 | 2006 | 2011 | 2015 | 2017 | 2018 | 2020 | 2022 |